# Futebol nos Jogos Olímpicos de Verão de 1984
O torneio de futebol nos Jogos Olímpicos de Verão de 1984 foi realizado em quatro cidades estadunidenses. A competição iniciou-se em 29 de julho e encerrou-se em 11 de agosto.
Foi a primeira edição em que só foi permitido aos países membros da UEFA e da CONMEBOL (as confederações mais fortes cujas equipes venceram todos os títulos da Copa do Mundo) a inscrição de jogadores que não tivessem jogado a Copa do Mundo.
A França conquistou a medalha de ouro após derrotar o Brasil na final por 2 a 0. A Iugoslávia conquistou a medalha de bronze ao derrotar a Itália por 2 a 1.
Uma particularidade desta competição é que o Brasil foi representado pelo time do Internacional que cedeu seu time titular para a CBF (totalizando 11 dos 17 jogadores convocados), reforçado de Gilmar Popoca, então do Flamengo, que foi eleito o melhor jogador da competição. 

## Masculino
| Ouro | Prata | Bronze |
| França William Ayache Michel Bensoussan Michel Bibard Dominique Bijotat François Brisson Patrick Cubaynes Patrice Garande Philippe Jeannol Guy Lacombe Jean-Claude Lemoult Jean Philippe Rohr Albert Rust Didier Sénac Jean Christophe Thouvenel José Touré Daniel Xuereb Jean Louis Zanon Treinador: Henri Michel | Brasil Pinga Davi Milton Cruz Luís Henrique André Luís Mauro Galvão Tonho Gil Kita Gilmar Popoca Silvinho Gilmar Ademir Paulo Santos Ronaldo Dunga Francisco Vidal Luiz Carlos Winck Treinador: Jair Picerni | Iugoslávia Mirsad Baljić Mehmed Baždarević Vlado Čapljić Borislav Cvetković Stjepan Deverić Milko Đurovski Marko Elsner Nenad Gračan Tomislav Ivković Srečko Katanec Branko Miljuš Mitar Mrkela Jovica Nikolić Ivan Pudar Ljubomir Radanović Admir Smajić Dragan Stojković Treinador: Ivan Toplak |

### Primeira fase

#### Grupo A
| Pos | Time    | PG | J | V | E | D | GP | GC | SG |
| --- | ------- | -- | - | - | - | - | -- | -- | -- |
| 1   | França  | 4  | 3 | 1 | 2 | 0 | 5  | 4  | +1 |
| 2   | Chile   | 4  | 3 | 1 | 2 | 0 | 2  | 1  | +1 |
| 3   | Noruega | 3  | 3 | 1 | 1 | 1 | 3  | 2  | +1 |
| 4   | Qatar   | 1  | 3 | 0 | 1 | 2 | 2  | 5  | -3 |

| 29 de julho de 1984 | Noruega | 0–0 | Chile | Estádio Harvard, Boston |
|                     |         |     |       |                         |

| 29 de julho de 1984 | França                   | 2–2 | Qatar                | Estádio Navy-Marine Corps Memorial, Annapolis |
|                     | Garande 43' · Xuereb 61' |     | Al Mohamedi 55', 60' |                                               |

| 31 de julho de 1984 | Noruega    | 1–2 | França          | Estádio Harvard, Boston |
|                     | Ahlsen 33' |     | Brisson 5', 56' |                         |

| 31 de julho de 1984 | Chile     | 1–0 | Qatar | Estádio Navy-Marine Corps Memorial, Annapolis |
|                     | Baeza 52' |     |       |                                               |

| 2 de agosto de 1984 | Qatar | 0–2 | Noruega         | Estádio Harvard, Boston |
|                     |       |     | Vaadal 21', 52' |                         |

| 2 de agosto de 1984 | Chile     | 1–1 | França      | Estádio Navy-Marine Corps Memorial, Annapolis |
|                     | Santis 5' |     | Lemoult 50' |                                               |

#### Grupo B
| Pos | Time       | PG | J | V | E | D | GP | GC | SG |
| --- | ---------- | -- | - | - | - | - | -- | -- | -- |
| 1   | Iugoslávia | 6  | 3 | 3 | 0 | 0 | 7  | 3  | +4 |
| 2   | Canadá     | 3  | 3 | 1 | 1 | 1 | 4  | 3  | +1 |
| 3   | Camarões   | 2  | 3 | 1 | 0 | 2 | 3  | 5  | -2 |
| 4   | Iraque     | 1  | 3 | 0 | 1 | 2 | 3  | 6  | -3 |

| 30 de julho de 1984 | Canadá   | 1–1 | Iraque       | Estádio Harvard, Boston |
|                     | Gray 70' |     | Muhammad 83' |                         |

| 30 de julho de 1984 | Iugoslávia                  | 2–1 | Camarões  | Estádio Navy-Marine Corps Memorial, Annapolis |
|                     | Nikolic 39' · Cvetkovic 70' |     | Milla 32' |                                               |

| 1º de agosto de 1984 | Camarões   | 1–0 | Iraque | Estádio Harvard, Boston |
|                      | Bahoken 7' |     |        |                         |

| 1º de agosto de 1984 | Iugoslávia  | 1–0 | Canadá | Estádio Navy-Marine Corps Memorial, Annapolis |
|                      | Nikolic 76' |     |        |                                               |

| 3 de agosto de 1984 | Camarões  | 1–3 | Canadá                          | Estádio Harvard, Boston |
|                     | Mfede 76' |     | Mitchell 43', 82' · Vrablic 72' |                         |

| 3 de agosto de 1984 | Iraque                 | 2–4 | Iugoslávia                          | Estádio Navy-Marine Corps Memorial, Annapolis |
|                     | Saeed 17' · Shihab 44' |     | Deveric 55', 76', 87' · Nikolic 86' |                                               |

#### Grupo C
| Pos | Time               | PG | J | V | E | D | GP | GC | SG |
| --- | ------------------ | -- | - | - | - | - | -- | -- | -- |
| 1   | Brasil             | 6  | 3 | 3 | 0 | 0 | 6  | 1  | +5 |
| 2   | Alemanha Ocidental | 4  | 3 | 2 | 0 | 1 | 8  | 1  | +7 |
| 3   | Marrocos           | 2  | 3 | 1 | 0 | 2 | 1  | 4  | -3 |
| 4   | Arábia Saudita     | 0  | 3 | 0 | 0 | 3 | 1  | 10 | -9 |

| 30 de julho de 1984 | Alemanha Ocidental    | 2–0 | Marrocos | Stanford Stadium, Palo Alto |
|                     | Rahn 43' · Brehme 52' |     |          |                             |

| 30 de julho de 1984 | Brasil                                | 3–1 | Arábia Saudita | Rose Bowl, Pasadena |
|                     | Gilmar 12' · Silvinho 50' · Dunga 59' |     | Abdullah 69'   |                     |

| 1º de agosto de 1984 | Alemanha Ocidental | 0–1 | Brasil     | Stanford Stadium, Palo Alto |
|                      |                    |     | Gilmar 86' |                             |

| 1º de agosto de 1984 | Marrocos  | 1–0 | Arábia Saudita | Rose Bowl, Pasadena |
|                      | Merry 72' |     |                |                     |

| 3 de agosto de 1984 | Arábia Saudita | 0–6 | Alemanha Ocidental                                       | Stanford Stadium, Palo Alto |
|                     |                |     | Schreier 8', 66' · Bommer 22', 72' · Rahn 24' · Mill 32' |                             |

| 3 de agosto de 1984 | Marrocos | 0–2 | Brasil               | Rose Bowl, Pasadena |
|                     |          |     | Dunga 64' · Kita 70' |                     |

#### Grupo D
| Pos | Time           | PG | J | V | E | D | GP | GC | SG |
| --- | -------------- | -- | - | - | - | - | -- | -- | -- |
| 1   | Itália         | 4  | 3 | 2 | 0 | 1 | 2  | 1  | +1 |
| 2   | Egito          | 3  | 3 | 1 | 1 | 1 | 5  | 3  | +2 |
| 3   | Estados Unidos | 3  | 3 | 1 | 1 | 1 | 4  | 2  | +2 |
| 4   | Costa Rica     | 2  | 3 | 1 | 0 | 2 | 2  | 7  | -5 |

| 29 de julho de 1984 | Estados Unidos                | 3–0 | Costa Rica | Stanford Stadium, Palo Alto |
|                     | Davis 23', 86' · Willrich 35' |     |            |                             |

| 29 de julho de 1984 | Itália     | 1–0 | Egito | Rose Bowl, Pasadena |
|                     | Serena 63' |     |       |                     |

| 31 de julho de 1984 | Egito                                                  | 4–1 | Costa Rica   | Stanford Stadium, Palo Alto |
|                     | El Khatib 32' · Sayed 35' · Soliman 62' · Gadallah 71' |     | Coronado 87' |                             |

| 31 de julho de 1984 | Itália     | 1–0 | Estados Unidos | Rose Bowl, Pasadena |
|                     | Baresi 58' |     |                |                     |

| 2 de agosto de 1984 | Egito       | 1–1 | Estados Unidos | Stanford Stadium, Palo Alto |
|                     | Soliman 27' |     | Thompson 8'    |                             |

| 2 de agosto de 1984 | Costa Rica | 1–0 | Itália | Rose Bowl, Pasadena |
|                     | Rivers 33' |     |        |                     |

### Quartas de final
| 5 de agosto de 1984 15:00 | Itália      | 1–0 (pro) | Chile | Stanford Stadium, Palo Alto |
|                           | Vignola 95' |           |       |                             |

| 5 de agosto de 1984 19:00 | França          | 2–0 | Egito | Rose Bowl, Pasadena |
|                           | Xuereb 29', 52' |     |       |                     |

| 6 de agosto de 1984 17:00 | Brasil     | 1–1 (pro) | Canadá       | Stanford Stadium, Palo Alto |
|                           | Gilmar 72' |           | Mitchell 58' |                             |

|                               |     | Penalidades                 |  |
| Gilmar Kita Ademir André Luís | 4–2 | Wilson Mitchel Sweeney Gray |  |

| 6 de agosto de 1984 19:00 | Iugoslávia                                                 | 5–2 | Alemanha Ocidental         | Rose Bowl, Pasadena |
|                           | Cvetkovic 21', 58', 70' · Radanovic 27' · Gracan 46' (pen) |     | Bommer 1' · Bockenfeld 28' |                     |

### Semifinal
| 8 de agosto de 1984 18:15 | França                                               | 4–2 (pro) | Iugoslávia                  | Rose Bowl, Pasadena |
|                           | Bijotat 7' · Jeannol 15' · Lacombe 96' · Xuereb 119' |           | Cvetkovic 63' · Deveric 74' |                     |

| 8 de agosto de 1984 20:30 | Itália    | 1–2 (pro) | Brasil                   | Stanford Stadium, Palo Alto |
|                           | Fanna 62' |           | Gilmar 53' · Ronaldo 95' |                             |

### Disputa pelo bronze
| 10 de agosto de 1984 19:00 | Iugoslávia               | 2–1 | Itália            | Rose Bowl, Pasadena |
|                            | Baljic 59' · Deveric 81' |     | Vignola 27' (pen) |                     |

### Final
| 11 de agosto de 1984 19:00 | França                   | 2–0 | Brasil | Rose Bowl, Pasadena |
|                            | Brisson 55' · Xuereb 60' |     |        |                     |

| França | Brasil |

| G              | 1  | Albert Rust         |  |     |
| Z              | 2  | William Ayache      |  |     |
| Z              | 4  | Michel Bibard       |  |     |
| Z              | 8  | Philippe Jeannol    |  |     |
| Z              | 16 | Jean-Louis Zanon    |  |     |
| M              | 10 | Jean-Claude Lemoult |  |     |
| M              | 11 | Jean-Philippe Rohr  |  |     |
| M              | 9  | Guy Lacombe         |  |     |
| A              | 4  | Dominique Bijotat   |  |     |
| A              | 15 | Daniel Xuereb       |  | 87' |
| A              | 5  | François Brisson    |  | 79' |
| Substituições: |    |                     |  |     |
| A              | 7  | Patrice Garande     |  | 79' |
| A              | 6  | Patrick Cubaynes    |  | 87' |
| Treinador:     |    |                     |  |     |
| Henri Michel   |    |                     |  |     |

| G              | 1  | Gilmar Rinaldi |  |     |
| Z              | 2  | Ronaldo        |  |     |
| Z              | 3  | Pinga          |  |     |
| Z              | 4  | Mauro Galvão   |  |     |
| Z              | 6  | André Luís     |  |     |
| M              | 5  | Ademir         |  |     |
| M              | 8  | Dunga          |  |     |
| M              | 10 | Gilmar Popoca  |  |     |
| A              | 15 | Tonho          |  | 58' |
| A              | 9  | Kita           |  | 58' |
| A              | 11 | Silvinho       |  |     |
| Substituições: |    |                |  |     |
| A              | 16 | Chicão         |  | 58' |
| A              | 17 | Milton Cruz    |  | 58' |
| Treinador:     |    |                |  |     |
| Jair Picerni   |    |                |  |     |

## Classificação final
| Classificação final | Classificação final | Classificação final | Classificação final | Classificação final | Classificação final | Classificação final | Classificação final | Classificação final | Classificação final |
| Pos                 | Seleção             | PG                  | J                   | V                   | E                   | D                   | GP                  | GC                  | SG                  |
| ------------------- | ------------------- | ------------------- | ------------------- | ------------------- | ------------------- | ------------------- | ------------------- | ------------------- | ------------------- |
| Medalha de ouro     | França              | 10                  | 6                   | 4                   | 2                   | 0                   | 13                  | 6                   | +7                  |
| Medalha de prata    | Brasil              | 9                   | 6                   | 4                   | 1                   | 1                   | 9                   | 5                   | +4                  |
| Medalha de bronze   | Iugoslávia          | 10                  | 6                   | 5                   | 0                   | 1                   | 16                  | 10                  | +6                  |
| 4                   | Itália              | 6                   | 6                   | 3                   | 0                   | 3                   | 5                   | 5                   | 0                   |
| 5                   | Alemanha Ocidental  | 4                   | 4                   | 2                   | 0                   | 2                   | 10                  | 6                   | +4                  |
| 6                   | Canadá              | 4                   | 4                   | 1                   | 2                   | 1                   | 5                   | 4                   | +1                  |
| 7                   | Chile               | 4                   | 4                   | 1                   | 2                   | 1                   | 2                   | 2                   | 0                   |
| 8                   | Egito               | 3                   | 4                   | 1                   | 1                   | 2                   | 5                   | 5                   | 0                   |
| 9                   | Estados Unidos      | 3                   | 3                   | 1                   | 1                   | 1                   | 4                   | 2                   | +2                  |
| 10                  | Noruega             | 3                   | 3                   | 1                   | 1                   | 1                   | 3                   | 2                   | +1                  |
| 11                  | Camarões            | 2                   | 3                   | 1                   | 0                   | 2                   | 3                   | 5                   | -2                  |
| 12                  | Marrocos            | 2                   | 3                   | 1                   | 0                   | 2                   | 1                   | 4                   | -3                  |
| 13                  | Costa Rica          | 2                   | 3                   | 1                   | 0                   | 2                   | 2                   | 7                   | -5                  |
| 14                  | Iraque              | 1                   | 3                   | 0                   | 1                   | 2                   | 3                   | 6                   | -3                  |
| 15                  | Qatar               | 1                   | 3                   | 0                   | 1                   | 2                   | 2                   | 5                   | -3                  |
| 16                  | Arábia Saudita      | 0                   | 3                   | 0                   | 0                   | 3                   | 1                   | 10                  | -9                  |

## Artilharia
5 gols
- Borislav Cvetković
- Stjepan Deverić
- Daniel Xuereb